# Barrio el Fresno el Depósito
Barrio el Fresno el Depósito är en ort i kommunen San José del Rincón i delstaten Mexiko i Mexiko. Samhället hade 350 invånare vid folkräkningen 2020.